# Весеннее наступление Русской армии (1919)
Весе́ннее наступле́ние Ру́сской а́рмии («Полёт к Волге», «Бег к Волге») — наступление Восточного фронта Русской армии против Восточного фронта РККА в марте — апреле 1919 года, осуществлявшееся по нескольким направлениям — на Вятку и Самару.
К концу апреля Русская армия вышла на подступы к Казани, Самаре, Симбирску, заняв значительные территории с важными промышленными и сельскохозяйственными ресурсами, что открывало перед ними прямую дорогу на Москву. Наступление, однако, было остановлено превосходящими силами Красной армии. 28 апреля красные войска перешли в контрнаступление.

## Обстановка накануне наступления
К началу операции силы белых и красных на Восточном фронте были примерно равны. В начале операции у белых было небольшое преимущество в живой силе (нивелированное красными к началу мая), а у красных — в огневой мощи.
На севере против 51-тысячной Сибирской армии генерала Гайды стояли две советские армии (2-я и 3-я, командующие соответственно В. И. Шорин и С. А. Меженинов) общей численность около 50 тыс. штыков и сабель. На юге 1-я (командующий Г. Д. Гай), 4-я (командующий М. В. Фрунзе) и Туркестанская (командующий В. Г. Зиновьев) армии красных общей численностью 36 тыс. штыков и сабель загнали далеко в степь 14-тысячную Отдельную Оренбургскую армию атамана А. И. Дутова. В центре фронта против Западной армии генерала М. В. Ханжина численностью в 40 тыс. бойцов находилась 11-тысячная 5-я армия Ж. К. Блюмберга (вскоре заменённого М. Н. Тухачевским). Фронт имел протяжённость 1400 км. К северу от Самаро-Златоустовской железной дороги сосредоточилась ударная группировка Западной армии под командованием генерала В. В. Голицына.
Таким образом, Восточный фронт РККА имел сильные фланги и слабый центр, что давало возможность Восточному фронту Русской армии нанести удар в центр Советской России.

## Планы сторон
Согласно стратегическому плану Ставки Верховного главнокомандующего адмирала Колчака, в первой фазе операции должно было произойти наступление на Пермско-Вятском и Самаро-Саратовском направлении. При успехе наступление должно было продолжаться двумя главными ударами на обоих направлениях и перерасти в наступление на Москву с севера, юга и востока. Современный историк А. В. Ганин пишет, что в историографии до настоящего времени остаётся открытым вопрос о направлении главного удара белых, который весной 1919 года мог быть нанесён в двух направлениях: 1) Казань — Вятка — Котлас на соединение с войсками Северного фронта генерала Е. К. Миллера и союзниками или 2) Самара (Саратов) — Царицын на соединение с войсками А. И. Деникина.
Атаман Дутов выступил с предложением нанести главный удар на левом фланге для создания общего фронта с армиями генерала А. И. Деникина. Положение Оренбургской армии действительно становилось очень уязвимым, однако сосредоточение под Оренбургом ударной группировки и её обеспечение были затруднены: по железной дороге в Оренбург из Омска можно было попасть только через Самару. Непредсказуемыми последствиями было чревато и соединение с войсками Деникина, ещё не признавшего всероссийскую власть Колчака. Поэтому было решено, что лучше пусть пока каждый борется отдельно. Колчак сказал по этому поводу: «Кто первый попадёт в Москву, тот будет господином положения».
Генеральное наступление планировалось Ставкой на апрель 1919 года. До этого в ходе подготовительных манёвров белым было необходимо вывести войска на рубежи, подходящие для начала наступления, а также восстановить положение, существовавшее до декабрьской потери Уфы. В связи с этим главное направление удара временно перенесли на Уфу, где Западной армии ставилась задача разбить 5-ю советскую армию, овладеть районом городов Бирск — Уфа — Стерлитамак — Белебей и выйти на линию реки Ик, к границам Самарской и Казанской губерний. Сибирская армия при этом должна была оттеснить противника из района Сарапул — Вятка — Ижевский завод.
Конечной целью наступления было освобождение Москвы; при этом предполагалось, что основное сопротивление противник будет оказывать близ Симбирска и Самары.
Стратегия советского Восточного фронта, как свидетельствовал бывший генерал Ф. Ф. Новицкий и подтверждал историк и военспец Н. Е. Какурин, имела целью «с одной стороны, нанесение решительного поражения вновь сформированным армиям Колчака путём удара в направлении Троицк — Челябинск, обхода его левого фланга и выход на его тыл, а с другой — занятие Уральской и Оренбургской областей и установление связи с Туркестаном». Это означало, что советское командование, как и Ставка Колчака, собиралось действовать по расходящимся операционным направлениям.
В планы красного командования (после обнаружения в конце февраля ударной группировки белых) входил захват станции Аша Балашовская и горных проходов, а далее выход в тыл этой группировки по руслу реки Уфы и атака её.

## Ход генерального наступления
Сибирской армии было приказано наступать от Перми на Вятку и Вологду на соединение с войсками Северной области.
Западная армия получила приказ атаковать в направлении на Казань и Симбирск.

### Март
В начале марта 1919 года, упредив большевиков, также планировавших на это время своё наступление, армии адмирала Колчака ударили в стык между левым флангом 5-й и правым флангом 2-й советских армий, где зиял «слабо наблюдаемый промежуток в 50—60 км», что во многом и определило успех дальнейших действий белых: на протяжении месяца «лучшие части» 5-й армии отступали на 20—25 вёрст в день. Перейдя в наступление, войска Русской армии стали быстро приближаться к Волге. Первый удар Западной армии 4 марта в направлении на Стерлитамак, которым белые сходу взяли несколько деревень, был ударом отвлекающим, но красные это поняли далеко не сразу.
6 марта правофланговая Сибирская армия белых начала наступление на Вятском направлении, однако натолкнулась на упорное сопротивление красных. Одновременно атаковавшие в направлении на Бирск части ударной группировки Западной армии тоже преодолевали сопротивление противника с трудом.
Первого большого успеха добились части генерала Р. Гайды. Ещё 4 марта 1-й Средне-Сибирский корпус генерала А. Н. Пепеляева переправился по льду реки Камы между городками Осой и Оханском, а южнее атаковал 3-й Западно-Сибирский корпус генерала Г. А. Вержбицкого. Эти два корпуса совместно атаковали фронт 2-й красной армии и 7—8 марта взяли оба эти города.
10 марта увенчалось успехом и наступление Западной армии генерала М. В. Ханжина: прорвавший Восточный фронт Красной армии 2-й Уфимский корпус генерала С. Н. Войцеховского (численностью в 9 тыс. штыков), проходя на санях в день по 35 вёрст, с налёту взял находящийся севернее Уфы Бирск. Войска Пепеляева и Вержбицкого продвинулись ещё на 90 вёрст, однако прорвать фронт сохранивших при отступлении боеспособность красных войск им не удалось. Ж. К. Блюмберг пытался даже перейти в контрнаступление силами 26-й и 27-й дивизий, однако Ханжин силами корпусов генералов Войцеховского и В. В. Голицына ударил по позициям красных к северу от Уфы, прорвал фронт и поставил 5-ю армию красных на грань уничтожения. После этого части генерала Ханжина двинулись в южном направлении, обходя Уфу с запада. Несколько дней они двигались по тылам 5-й армии РККА, разрушая и дезорганизовывая коммуникации красных войск. В лобовое наступление на Уфу был двинут 6-й Уральский корпус генерала Н. Т. Сукина. 13 марта 2-й Уральский корпус генерала Голицына взял Уфу, из которой красные отступили в панике на запад, южнее железной дороги Уфа — Самара, причём отступали настолько быстро, что белые части не смогли окружить их по законам военного искусства при помощи форсированных маршей и манёвров. В плен едва не был взят председатель Реввоенсовета РККА Л. Д. Троцкий. В захлопнувшемся кольце осталось много военного имущества и припасов. Некоторые из красных частей были пленены в полном составе, например, 239-й советский полк. Несмотря на то что 5-я армия РККА смогла избежать полного окружения, в целом Уфимская операция была задумана белыми грамотно и осуществлена успешно.
Это был крупный успех, однако главная задача Западной армии не была выполнена: не удалось окружить и уничтожить главные силы 5-й армии в районе г. Уфы. Явно отрицательную роль в этом деле сыграл 6- й корпус. Ему была поставлена задача: силами всей 11-й дивизии перехватить тракт г. Уфа — г. Стерлитамак в районе села Бузовьязы одновременно с занятием 4-й Уфимской дивизией ст. Чишма. Вместо точного выполнения задачи корпус устремился правым флангом к южной окраине города Уфы, то есть самовольно сократил свою задачу. Слава занятия города (кстати говоря, никем уже не обороняемого) оказалась в глазах командира корпуса и начальников дивизий важнее, чем перехват тракта и оперативное окружение противника.
Эйхе, Генрих Христофорович
18 марта на левом фланге начали наступление белые части Южной группы Западной армии одновременно с Отдельной Оренбургской армией атамана А. И. Дутова.
31 марта на берегу реки Ик белыми был захвачен карательный отряд ВЧК, перебравшийся на левый берег Волги в преследовании повстанцев — участников Сенгилеевско-Сызранского антибольшевистского крестьянского восстания.

### Апрель
Белые предприняли попытку повторить манёвр и окружить красных, но наступающие части перепутались, и некоторое время их пришлось приводить в порядок, чем воспользовались красные, которым, получив подкрепление в составе шести полков 1-й армии, удалось укрепиться на новых позициях. Эта группировка красных вскоре начала своё наступление на Уфу. Борьба в 35 км южнее Уфы шла ожесточённая и упорная, многие населённые пункты переходили из рук в руки. На сторону белых перешёл в полном составе Башкирский кавалерийский полк красных, что оказало большое влияние на исход борьбы, решил которую подход Ижевской бригады. Ко 2 апреля белые вынудили красных отступить. 5 апреля Западная армия взяла Стерлитамак.
На южном фланге тем временем белыми была сокрушена пытавшаяся наступать на Гурьев 4-я советская армия.
Наступление продолжалось на юго-западном, западном и северо-западном направлениях. Максимальных успехов белым удалось достичь на Мензелинском направлении: 22 марта этот город был взят. Однако к 1 апреля город был оставлен красным, и, согласно полученной директиве, части Западной армии заняли позиции на рубеже реки Ик.
В начале апреля на фронте Сибирской армии происходили затяжные бои южнее Пермской железной дороги, начавшие приобретать позиционный характер.
На северном фланге части Сибирской армии, соединившиеся 21—25 марта с войсками Архангельского правительства, вели совместные операции против красных. Согласование наступательных действий от Перми и Архангельска к Вятке и Котласу автоматически создавало новый участок уже общего фронта против большевиков, силы на котором были относительно небольшими. Этим обеспечивалось и снабжение войск Гайды припасами с Севера.
С начала апреля наступление белых армий велось уже по пяти направлениям: Мензелинскому, Бугульминскому, Белебеевскому, Бузулукскому и Оренбургскому. При этом 5-я армия красных отступала уже в состоянии, близком к беспорядочному, неся большие потери пленными и просто разбежавшимися. На сторону белых красноармейцы переходили целыми подразделениями. В полном составе, например, сдался без боя 10-й Московский полк. При этом часто пленные добровольно вступали в Белую армию.
После взятия Стерлитимака Русская армия основной колонной двинулась на юг, в направлении Оренбурга. 22 апреля войска вышли к реке Салмыш и начали переправу, собираясь перерезать железную дорогу Оренбург — Москва. К 25 апреля белые находились в 20 верстах к востоку и северо-востоку от Оренбурга. Другая часть войск при этом двинулась в юго-западном направлении — на Бузулук. Эти войска с большим трудом переправились через разлившуюся реку Дёму и приостановили своё продвижение.
Сибирская и Западная армии белых нанесли тяжёлые поражения 2-й и 5-й армиям красных. 5 апреля Западная армия снова взяла Мензелинск. 7 апреля её полки взяли Белебей, а к 14 апреля вели бои за Бугуруслан, который был взят 15 апреля. 13 апреля была взята и Бугульма. 21 апреля войска Ханжина вышли к Каме в районе сегодняшних Набережных Челнов, где взяли трофеи в виде 18 пароходов и 47 барж. Создавалась угроза красному Чистополю, чего опасался В. И. Ленин, телеграфировавший из Москвы 26 апреля члену РВС Восточного фронта С. И. Гусеву (Я. Д. Драбкину):
Надо принять экстренные меры помощи Чистополю. Достаточно ли внимательно отнеслись Вы к этому? Все ли возможности исчерпали? Телеграфируйте.
В день отправки Лениным этой телеграммы город уже был взят Ханжиным, что создавало реальную угрозу и Казани. Весь левый берег Камы стал «белым».
10 апреля успехи армии генерала Ханжина заставили советское командование создать новое мощное войсковое соединение в рамках красного Восточного фронта — так называемую «Южную группу», командовать которой был назначен М. В. Фрунзе при начальнике штаба Ф. Ф. Новицком.
Сибирская армия с начала апреля ускорила своё наступление, продвигаясь в Прикамье и к Волге. 8 апреля был взят Воткинский завод, а 11 апреля — Сарапул, где белыми было пленено 2,5 тыс. красноармейцев. 13 апреля был занят Ижевский завод, и военные действия сместились в сторону Елабуги и Мамадыша. В устье Камы была направлена белая флотилия с десантом. Войска далее начали движение в направлении Вятки и Котласа.
На южном направлении наступление начали армии оренбургских и уральских казаков. Оренбуржцы 10 апреля повторно овладели Орском, а уральцы 17 апреля — Лбищенском, осадили свою столицу Уральск и начали совершать рейды в Самарскую и Саратовскую губернии.
На Симбирском направлении части Восточного фронта достигли станции Шентала и Сергиевска, а после взятия 25 апреля Чистополя выдвинулись 30 апреля ещё на 35 вёрст, так что до Казани им оставалось 100 вёрст, а до Волги — 40.
В середине апреля начался разлив рек, превращавшихся в труднопреодолимые препятствия. Обозы и артиллерия увязали в грязи и не успевали за наступавшими частями. Не могла двигаться вперёд даже пехота. Из-за половодья части белых корпусов разъединялись, теряли связь между собой, не могли взаимодействовать. В результате наступление Русской армии замедлилось. Красные войска находились в таком же положении, однако для них по воле природы наступила долгожданная передышка. Отступив на свою базу, они могли отдохнуть и привести части в порядок. Белые же части, из-за угрозы распутицы двигавшиеся к Волге так быстро, как только могли, в решающий момент были лишены припасов, продовольствия, артиллерии и оказались переутомлены предшествовавшим «полётом к Волге».
28 апреля Красная армия перешла в контрнаступление и в течение лета отбросила армию Колчака за Урал.

## Итоги и значение
В конце апреля 1919 года армии Верховного правителя вышли на подступы к Казани (до неё оставалось 125 вёрст), Самаре, Симбирску, заняв, значительные территории с важными промышленными и сельскохозяйственными ресурсами. Численность населения этих областей превышало 5 млн человек. Занятие этих районов открывало армиям Восточного фронта прямую дорогу на Москву.
Современный историк Хандорин отмечает, что командование РККА, планируя свои действия, не сумело верно оценить обстановку и разгадать стратегический замысел белых, что признавали и некоторые советские военные историки (Н. Е. Какурин, Г. Х. Эйхе). Одновременно важным успехом белых стал срыв в результате их генерального наступления планов красного командования по выходу в тыл армиям Восточного фронта Русской армии путём нанесения удара в направлении Троицк — Челябинск.
«Полёт к Волге» армий Колчака произвёл сильное впечатление на современников. В буржуазных и общественных кругах России чувствовался подъём, связанный с надеждой на скорую победу над большевиками. Вся противобольшевистская пресса была охвачена этой надеждой. Премьер-министр Российского правительства П. В. Вологодский в интервью томской газете «Сибирская жизнь» 29 апреля говорил, что он «верит в звезду Верховного правителя» и что к осени армии возьмут Москву, в связи с чем он уже начинал заниматься предстоящими выборами в Национальное (или Учредительное) собрание. Колчака со всех сторон поздравляли с успехом наступления.
Когда газеты бросили лозунг «Все на помощь армии!», резко выросли бывшие прежде минимальными пожертвования от населения на нужды фронта. Ленские золотопромышленники решили с каждого добытого пуда золота отчислять для армии по одной тысяче рублей, а омские торговопромышленники провели самообложение в пользу армии в размере от 3 до 7 % основного капитала, причём имена уклонившихся были вывешены на омской бирже на позорную «чёрную доску».
Отреагировало на успехи Белого движения на Востоке России и советское руководство. Ленин объявил Колчака главным врагом Советской республики и призвал «напрячь все силы в борьбе с ним». Летом 1919 года советское правительство назначило премию в 7 млн долларов за голову Колчака.
Значительно возрос в результате этих успехов и личный авторитет самого Верховного правителя и Верховного главнокомандующего, начала поступать помощь союзников. Колчак получил поздравления с успехом весеннего наступления от премьер-министра Франции Клемансо, военного министра Великобритании У. Черчилля и министра иностранных дел Франции С. Пишона. 30 мая Главнокомандующий ВСЮР генерал А. И. Деникин приказом № 145 признавал власть адмирала Колчака как Верховного правителя Русского государства и подчинялся ему как Верховному главнокомандующему Русской армией. В результате процессов консолидации Белого движения вокруг Колчака были созданы единые вооружённые силы и образовалось Российское государство, хотя и состоявшее из трёх разрозненных частей.
Успех весеннего наступления заставил изменить отношение к Колчаку даже тех иностранных представителей в Омске, которые отличались недоброжелательностью к Верховному правителю. Так, на Пасху 20 апреля генерал М. Жанен с большой свитой, при орденах и в парадном мундире явился в особняк Колчака христосоваться по-православному с адмиралом.
Сам Колчак в начале октября, на фоне масштабного отступления белой армии, отброшенной далеко за Урал, в письме жене характеризовал итоги своей весенней кампании следующими словами:

Не мне оценивать и не мне говорить о том, что я сделал и чего не сделал. Но я знаю одно, что я нанёс большевизму и всем тем, кто предал и продал нашу Родину, тяжкие и, вероятно, смертельные удары. Благословит ли Бог меня довести до конца это дело, не знаю, но начало конца большевиков положено всё-таки мною. Весеннее наступление, начатое мною в самых тяжёлых условиях и с огромным риском… явилось первым ударом по Советской республике, давшим возможность Деникину оправиться и начать в свою очередь разгром большевиков на Юге…— А. В. Колчак. Начало октября 1919 года.
Наступление армий Восточного фронта белых весной 1919 года действительно существенно облегчило очень тяжёлое в эти месяцы положение ВСЮР генерала Деникина, о чём свидетельствовал даже советский историк и «военспец» Н. Е. Какурин. Оттянув на себя резервы красных, своим наступлением на Волгу Восточный фронт дал возможность ВСЮР разгромить большевиков на Юге и лишить их хлеба, угля и железа.

## Комментарии
1. ↑  На 15.4.1918
2. ↑  На 29.3.1918